# マネーの拳
『マネーの拳』（マネーのケン）は、三田紀房による日本の漫画作品。『ビッグコミックスペリオール』（小学館）にて2005年から2009年にかけて連載された。単行本は全12巻。
同作者の漫画『ドラゴン桜』がいわゆる受験指南的な内容だったのに対し、本作は会社経営に対する指南的な内容となっている。

## あらすじ
元ボクシング世界王者の花岡 健は、引退後芸能活動の傍ら居酒屋を経営していたが、その居酒屋は赤字続き。そんな中とあるきっかけで、通信教育で成功を収め実業家として財を成した塚原 為ノ介と出会う。塚原のテストに合格したケンは、「ホームレスを10人雇うこと」という条件で1億円の出資を受ける。
ホームレスの1人が抱えていた縫製工場を負債ごと買い取ったケンは、縫製工場の隣にあったプリント工場も引き取り、Tシャツを自社で一貫生産できる体制を整えると、かつてのボクシング時代の人脈を使い、運にも恵まれて人気の総合格闘技イベント「豪腕」のオフィシャルTシャツの販売に食い込む。
それを契機にTシャツの販売を拡大しただけでなく、「商売の究極は街のタバコ屋」という塚原のアドバイスを受けて、「いつでも好みのTシャツが手に入る」ことが売り文句のTシャツ専門店チェーン「T-BOX」を立ち上げる。T-BOXの運営が軌道に乗ると会社は急成長を遂げ、わずか5年で株式上場にまで至った。
その後、外資の投資ファンドからの買収攻勢や、ケンとは犬猿の仲の一ツ橋商事・井川らが経営陣に入り込むことによる周囲との軋轢、さらには創業メンバー同士の仲間割れなど紆余曲折を経ながらも会社は成長していく。そして、経営難に陥った大手ジーンズメーカーを買収し総合アパレルチェーンへの道を歩むが、その最中にケンは社長を辞任して、後任を一ツ橋商事を辞めた井川に任せて姿をくらませてしまう。
1年後、海外を放浪していたケンは、保有していたT-BOXの全株式を売却して、世界第5位のカジュアルチェーン・R&Mを買収し、代表取締役CEOに就任する。T-BOXのライバルとなったケンは、日本に凱旋したところで物語は終わりを迎える。

## 主な登場人物
花岡健
主人公。作中では通常「ケン」とカタカナ表記される。元ボクシング世界王者。実業家の塚原為ノ介と出会ったことで、本格的にビジネスを始める。
後に同作者の『インベスターZ』にも登場。同作品ではグルーブ会社25社、総資産4000億円を保有する「稀代の大起業家」として紹介されている。
塚原為ノ介
実業家。T-BOXの株式上場後も同社の大株主として要所で影響力を発揮する。公式サイトの人物紹介では「ケンの後見人」と書かれているが、基本はあくまで「出資者として冷徹に経営方針や手腕を見る」というスタンスを崩さない。そのため作中でサンデーキャピタルとケンの間で経営権争いが生じた際には最後まで態度を明らかにせず、両者が競う様子を見守った。
大林隆二
元々はケンが最初に雇ったホームレス10人の中の一人で、T-BOXの立ち上げまでの過程ではケンの片腕として活躍し、専務取締役となるが会社が大きくなるにつれ自分の居場所がなくなってきたことを感じ、一時自社の一部門をマネジメント・バイアウト（MBO）の形で買い取り独立しようとする。しかし行動を共にしてくれると当てにしていた八重子が態度を翻し、残留を決めたため計画は頓挫する。
片岩八重子
元々はケンが買い取った縫製工場の責任者。お局気質で外見、体型は典型的なオバタリアン。自分の工場が生産するTシャツの品質に絶対的な自信を持っており、実際同社に持ち込まれた医療用の特殊な布を素材に使ったTシャツの製造には、八重子の腕が不可欠だった。後にT-BOXでも生産部門担当の専務取締役となる。自分とは正反対の井川とはお互いに反発しあい、拳の策略に乗せられることになった。
井川泰子
初回登場時は大手商社・一ツ橋商事で、「豪腕」グッズの製作を取り仕切る責任者。ケン、八重子とは当初から折り合いが悪く何かと対立し、ケンがT-BOXを立ち上げた際には対抗するチェーンを立ち上げてみたり、一時はサンデーキャピタルを隠れ蓑にT-BOXの買収を試みたりと、何とかしてケンを叩き潰そうとする。
しかしT-BOXは順調に発展を続け、T-BOXと一ツ橋商事が業務提携を結んだ結果、皮肉にも井川は同社に専務取締役として出向することになる。専務就任後は何かとどんぶり勘定だった社内の取引を厳しく査定し、取引先との条件を改めさせるなどT-BOXの経営発展に貢献し、最終的にケンの後任として同社の社長に就任する。
高野雅人
一ツ橋商事で井川の部下。とにかくケンを叩き潰したい井川のわがままに振り回されていた。ライバル会社の社員ながら、経営者としてのケンの手腕を認めている。後に井川と共にT-BOXに出向し、そのまま同社に転籍した。

## 備考
- 連載を終了した現在も、映像化の実現には至っていない。